# ヴィルヘルム・ケプラー
ヴィルヘルム・カール・ケプラー（ドイツ語: Wilhelm Karl Keppler、1882年12月14日 - 1960年6月13日）は、ナチス・ドイツの政治家、実業家。アドルフ・ヒトラーの経済顧問を務め、後に親衛隊全国指導者友の会を主宰した。親衛隊名誉指導者でもあり、最終階級は親衛隊大将。

## 略歴
ドイツ帝国バーデン大公国のハイデルベルク出身。1901年から1905年までカールスルーエ専門学校に在籍する。1903年から1904年まで1年期限付きの陸軍志願兵となる。1905年から1910年までダンツィヒ工科大学に在籍し機械工学を学んだ。1910年に予備役少尉となる。1911年から1922年までバーデンにある化学工場の主任技師となる。1921年から1933年までバイエルン州エーベルバッハの化学工場「オーディン」の工場長となる。
1927年2月にケプラーは国家社会主義ドイツ労働者党に入党し（党員番号62,424）、1932年からヒトラー専属経済問題相談役を務め、夏に「経済問題研究委員会（ケプラー委員会）｣を設立した。1933年1月4日にヒトラーとフランツ・フォン・パーペンとの仲介をしている。
1933年3月5日にバーデン選出の国会議員となる。7月に彼は経済政策全権委員に任命され1934年まで務めた。同時にナチ党全国指導部経済政策課長にも任命された。1933年に親衛隊大佐として親衛隊（SS）に入隊（党員番号50,816）し、親衛隊全国指導者個人幕僚部で名誉指導者となり親衛隊全国指導者友の会を主宰した。1934年に褐炭・ガソリン株式会社監査役会代表を務め、後にシュタイア・ダイムラー・プフなどの軍需企業の監査役会全権を務める。1935年に親衛隊少将に昇進し、様々な原料・工業用油脂についての委員会・本部の会長・代表を務める。1936年に四カ年計画閣僚会議のメンバーとなる。1937年オーストリア問題全権委員となり、ウィーン駐在ドイツ大使館書記官をも務める。1938年に外務省特務次官となり隣接地域の軍需経済の一本化を委任される。1942年1月30日に親衛隊大将に昇進する。
1945年5月10日に逮捕される。1947年に大臣裁判の被告となり、1949年4月14日に懲役10年の判決を受ける。1951年2月1日に刑務所から釈放される。1960年6月13日にフリードリヒスハーフェンで死去した。